# Торкијароло
Торкијароло (итал. Torchiarolo) је насеље у Италији у округу Бриндизи, региону Апулија.
Према процени из 2011. у насељу је живело 5136 становника. Насеље се налази на надморској висини од 24 м.

## Становништво
Према резултатима пописа становништва 2011. у општини је живело 5.461 становника.
| 1936. | 1951. | 1961. | 1971. | 1981. | 1991. | 2001. | 2011. |
| ----- | ----- | ----- | ----- | ----- | ----- | ----- | ----- |
| 2.763 | 3.620 | 4.147 | 4.463 | 4.781 | 5.391 | 5.127 | 5.461 |